# Damak (Ungheria)
Damak è un comune dell'Ungheria di 244 abitanti (dati 2001) . È situato nella contea di Borsod-Abaúj-Zemplén.